# Šmigovec
Šmigovec est un village de Slovaquie situé dans la région de Prešov.

## Histoire
Première mention écrite du village en 1569.

## Démographie

### Évolution de la population
| Année:               | 1994. | 2004.    | 2014.   | 2024.   |
| -------------------- | ----- | -------- | ------- | ------- |
| Nombre de personnes: | 123   | 92       | 85      | 78      |
| Différence:          |       | -25,20 % | -7,60 % | -8,23 % |

| Année:               | 2023. | 2024.   |
| -------------------- | ----- | ------- |
| Nombre de personnes: | 79    | 78      |
| Différence:          |       | -1,26 % |